# Інженерна машина розгородження

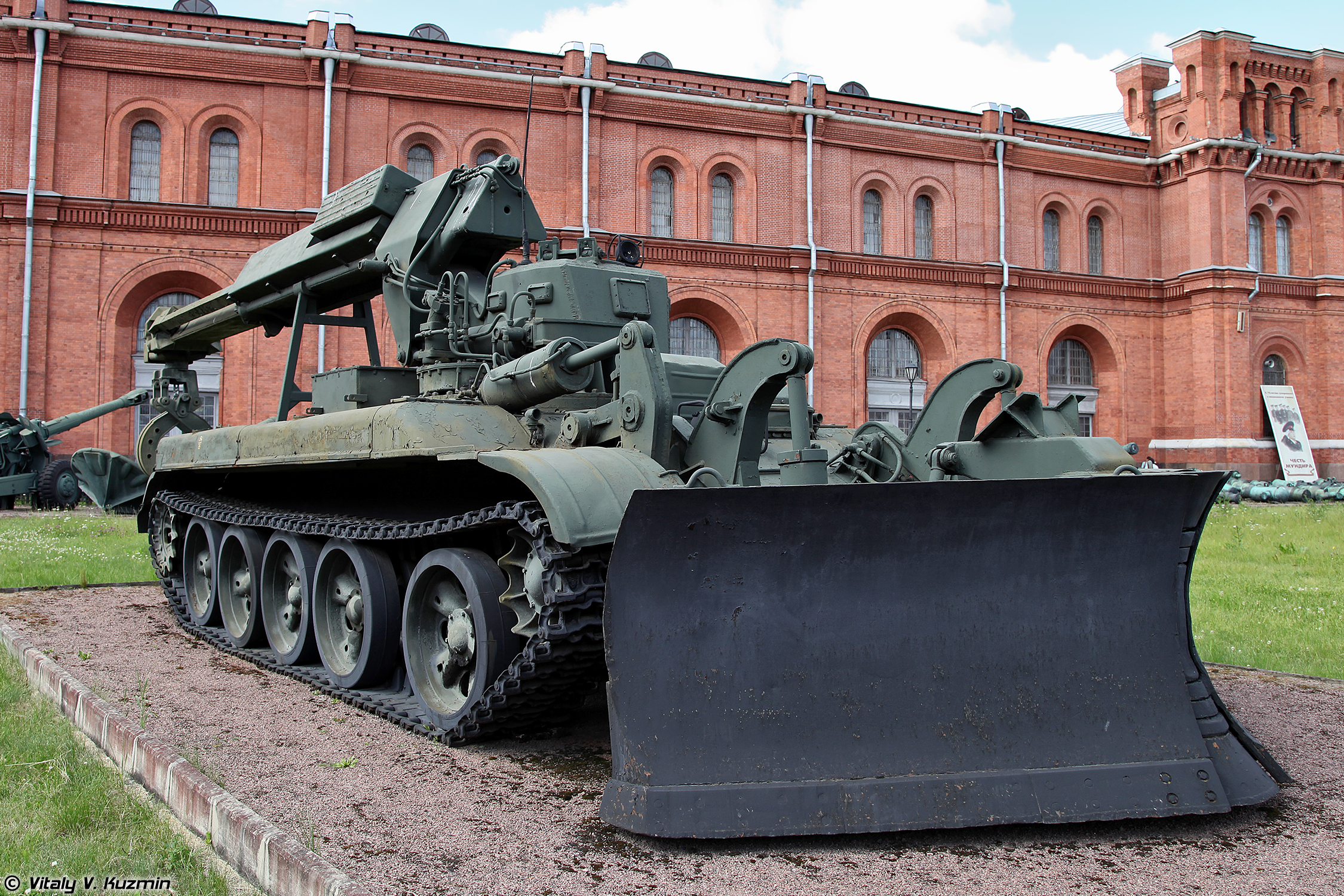
ІМР в експозиції військово-історичного музею артилерії в Санкт-Петербурзі

Інженерні машини розгородження (ІМР) (іноді називають «інженерними машинами розмінування», але це не точно, оскільки розмінування — лише одне з численних завдань ІМР[джерело?]) — клас гусеничних інженерних машин, що випускаються на базі важких гусеничних тягачів чи танків.

## Загальний опис
Інженерна машина розгородження (за вітчизняною класифікацією) чи ІМР, в іноземних арміях — саперний танк, інженерний танк, універсальна інженерна машина — переважно, важка гусенична спеціальна машина, нерідко броньована, створена на базі танка, бойової машини чи гусеничного тягача, котрий має обладнання:
- бульдозерне (часто із змінною конфігурацією відвала; відвал може використовуватися як сошник для проведення кранових чи екскаваторних робіт, корчування дерев тощо); у деяких арміях замість окремо бульдозерного і окремо екскаваторного обладнання, саперні танки обладнують потужним фронтальним навантажувачем, який може здійснювати у тому числі, демонтаж мін;
- стріла вантажного крана, обладнана пристосуваннями для захоплення, утримання та транспортування різних видів вантажів;
- у низці випадків — засоби подолання мінних полів;
- інше необхідне для роботи саперів обладнання (засоби улаштування димової завіси, засоби захисту персоналу для роботи в умовах радіоактивного забруднення і хімічного зараження, засоби зв'язку, автоматизації розрахунків, тощо).

## ІМР радянських часів
У колишньому Радянському Союзі необхідність подібної машини на озброєнні військ була усвідомлена з початком ядерної ери. Щойно до військ поступив новий «протиатомний» танк Т-55, на його основі була створена перша ІМР.

### ІМР-1
Основні можливості ІМР-1 на базі Т-55
- Бульдозерне обладнання має три режими роботи: двовідвальне, грейдерне і бульдозерне.
- Зміна режимів роботи здійснюється віддалено за допомогою гідравлічних приводів.
- Для регулювання ступеня занурення ножа, спереду є керована лижа.
- У грейдерному положенні ширина захвату досягає 3,4 метра, для роботи в бульдозерному режимі — 4,15 м, а в двовідвальному — 3,56 м.
- Швидкість пророблення проходів у суцільному лісовому завалі, становить 200—300 метрів на годину, міські завали розгрібаються зі швидкістю 160—200 метрів на годину.
- Швидкість різання колонного шляху нерівною місцевістю складає 5-8 км на годину.
- Крім бульдозерного обладнання машина забезпечена телескопічною стрілою довжиною 8,8 метрів і вантажністю 2 тонни.
- Для використання стріли як ковша, в комплекті обладнання ІМР передбачено спеціальний скребок-ківш об'ємом 0,4 м3 і продуктивністю 40 м3 на годину

### Призначення
Інженерну машину розгородження (ІМР) призначено
- для прокладання доріг нерівною місцевістю, в лісі і міських завалах,
- для уривки та засипки котлованів
- для відривання траншей
- для проведення розгородження штучних завалів і природних перешкод (рідколісся, чагарники, пагорби, канави, яри)
- для проведення завантажувально-розвантажувальних робіт крановою установкою
- для проведення розмінування ковшовим тралом (відвалом) чи навісним додатковим тралом

### ІМР-2
ІМР-2 — машина, розроблена з урахуванням досвіду експлуатації з 1960-х років машини ІМР в другій половині 1970-х років на більш новій транспортній базі і з врахуванням вимог тодішньої воєнної доктрини колишнього СРСР на ведення наступальної ядерної війни.
У 1980 р. постановою ЦК КПРС і Ради Міністрів СРСР від 28.04.80 р. за № 348—102 і наказом Міністра оборони від 03.06.80 за № 0089 інженерна машина розгородження була прийнята на озброєння Радянської Армії під позначенням «ІМР-2».
- Базова машина (виріб 637) — броньована гусенична машина, на базі вузлів і агрегатів танка Т-72А. У корпус «виробу 637» внесені зміни: посилено дно, змінена конструкція підбаштового листа, прилади спостереження замінені оглядовими стеклами, на носову частину корпусу приварені елементи кріплення робочого обладнання тощо.
- Робоче обладнання машини складається з
  - універсального бульдозера,
  - телескопічної стріли з маніпулятором-захватом,
  - колійного мінного трала,
  - установки розмінування з двома пусковими установками в кормі машини.

Як ІМР, так і ІМР-2 брали участь у бойових діях СРСР в Афганістані. Найбільше обидві моделі проявили себе в ході ліквідації катастрофи на ЧАЕС. За умовами роботи в зоні ЧАЕС ІМР-2 була неодноразово удосконалена, на її базі створювалися численні комплекси, у тому числі для роботи без участі екіпажа (роботизований комплекс «Робот», дослідна розробка «Клин-1» із виробів 032 — ІМР-2 з дистанційним керуванням, та 033 — машина управління виробом 032).
Більшість ІМРів так і лишилися в могильниках під ЧАЕС, оскільки самі стали джерелами вторинної радіації.
За різними даними в Україні на озброєнні та довготривалому зберіганні залишилися не менш як 50 одиниць даного виду техніки

### Модифікації
| Характеристики                 | ІМР-1 | ІМР-2 | ІМР-3, ІМР-3М |  |
| ------------------------------ | --- | --- | --- |  |
| База                           | Т-54 (Т-55) | Т-72А | Т-90 |  |
| Зображення                     | | | |  |
| Роки виготовлення              | 1969-1991 | з 1977 випробовування, в 1980 прийнята на озброєння, до сьогодні | з 1996 — самостійна російська розробка (дано для порівняння) |  |
| Двигун                         | В-55 Виробник: НКМЗ Марка: В-55 Тип: дизельний Об'єм: 38 880 см3 Максимальна потужність: 427 кВт (581 к. с.), при 2000 об/хв Найбільший крутний момент: 2254 Н·м, при 1400 об/хв Конфігурація: V12 Циліндрів: 12 Витрата пального при змішаному циклі: 300..330 л/100 км Витрата палива на трасі: 190,,210 л/100 км Діаметр циліндра: 150 мм Хід поршня: 180 мм Ступінь стиснення: 15 Охолодження: рідинне Тактність (число тактів): 4 Рекомендоване пальне: дизельне ДЛ, ДЗ, ДА - Витрати пального на 100 км шляху, л.: ґрунтовою дорогою 280—450 по шосе 240 | В-84 Тип двигуна: чотиритактний, V-подібний 12-циліндровий багато-паливний дизельний двигун рідинного охолодження з комбінованим наддувом від приводного відцентрового нагнітача (ПЦС) і інерційний Система сумішоутворення безпосереднє уприскування палива Потужність двигуна без опору на впуску і випуску, кВт (к. с.) 618 (840) Частота обертання, с−1 (об/хв) 33,3 (2000) Запас крутного моменту, % 18 Питома витрата пального, г/кВт*год (г/л. с.*год) 247 (182) Маса, кг 1020 Питома потужність, кВт/кг (к. с./кг) 0,6 (0,82) Діаметр циліндра, мм 150,0 Хід поршня в циліндрі з головним шатуном, мм 180,0 Хід поршня в циліндрі з причіпним шатуном, мм 186,7 Робочий об'єм, л 38,88 Найменша температура надійного пуску двигуна без попереднього розігріву, °С — 20 °C Допустимі умови експлуатації двигунів: — температура навколишнього повітря від -40°С до +50°С — відносна вологість повітря до 98 % при 20°С — висота над рівнем моря до 3000 м Порядок чергування спалахів рівномірний, через 60° повороту колінчастого валу Ступінь урівноваженості повна динамічна врівноваженість Запас ходу по паливу, км: 500 | В-84 на новіших В-84МС V-подібний 12-циліндровий чотиритактний багато-паливний дизельний двигун В-84МС, рідинного охолодження з безпосереднім уприскуванням палива і приводним від двигуна турбонаддувом. В-84МС розвиває максимальну потужність в 840 к. с. (618 кВт) при 2000 об / хв. Максимальна потужність, кВт (к. с.) 618 (840) Максимальний крутний момент, кгс · м 340 Число циліндрів 12 Розташування циліндрів V-подібне. 60 ° Тактність 4 Тип охолодження рідинне Габаритна потужність, к. с. / м3 700 Маса двигуна, кг 1020 Ступінь стиснення 14 Хід поршня, мм 180 / 186,7 Діаметр циліндра, мм 150 Робочий об'єм, л 38,88 Питома витрата палива, г / к. с.*год 180 |  |
| Розміри                        | Довжина корпусу, мм 8950..15380 Ширина корпусу, мм 3560..4150 Висота, мм 3290..3360 База, мм 3740 Колія, мм 2640 Кліренс, мм 420 | Габаритні розміри в транспортному положенні, мм: Довжина: 9950 Ширина: 3735 Висота: 3680 | Габарити: Довжина 9,34 м, ширина 3,53 м, висота 3,53 м |  |
| Обладнання                     | - Двобічний бульдозерний відвал - Кран-маніпулятор (до 2 т.) | - Двобічний бульдозерний відвал - Кран-маніпулятор (до 2 т.) - Пускова установка дистанційного заряду розмінування - Мінний трал | - Двобічний бульдозерний відвал - Кран-маніпулятор (до 2 т., стріла до 8 м, з ґрейфером-маніпулятором з можливістю навішування ґрейферного ковша) - Мінний трал |  |
|                                | | | |  |
| Коефіцієнт ослаблення радіації | 10 | 40 | ІМР-3=120, ІМР-3М=80 |  |
|                                | | | |  |
| У Вікісховищі                  | Вікісховище має мультимедійні дані за темою: ІМР | Вікісховище має мультимедійні дані за темою: ІМР-2 | Вікісховище має мультимедійні дані за темою: ІМР-3 |  |
|                                | | | |  |

## Машини розгородження інших держав

### ІМР-3 (Російська Федерація)
Росія
ІМР-3 — машина, розроблена російськими інженерами вже після розпаду СРСР, із урахуванням досвіду експлуатації з 1980-х років машини ІМР-2, у тому числі, в умовах радіоактивного зараження в безпосередній близькості до реактора ЧАЕС.
- Розміри:
  - Довжина 9,34 м,
  - ширина 3,53 м,
  - висота 3,53 м
- Екіпаж 2 особи
- Маса 50,8 т
- Дизельний двигун В-84, потужністю 750 к. с. (552 кВт)
- Запас ходу 500 км
- Найбільша транспортна швидкість 50 км/год
- Продуктивність:
  - при обладнанні проходів — 300…400 м/год,
  - під час прокладання доріг — 10…12 км/год
- Продуктивність земляних робіт:
  - екскаваторні роботи — 20 м3/годину,
  - бульдозерні роботи — 300…400 м3/годину
- Вантажність крана — 2 т
- Озброєння: 12,7-мм кулемет НСВТ
- Найбільший виліт стріли — 8 м

Існує версія інженерної машини розгородження ІМР-3М на шасі танка Т-90 і удосконаленим дизельним двигуном В-84МС (В-92)

### Саперний танк М728 (США)
США Майже у ті самі роки, коли в СРСР були створені перші ІМР, подібні машини розробляли для потреб власних військ інші держави, керуючись все тими ж принципами загроз, які змінилися в умовах можливої ядерної війни. Чи не першою країною, що розпочала випуск машин даного класу, були саме США. Так, перший американський саперний танк М728 створений на базі танка М60А1, був прийнятий на озброєння 1964 року. Ним оснащувались тодішні саперні батальйони піхотних, бронетанкових і механізованих дивізій, саперні роти окремих бригад.

#### Опис М728
- Бульдозерне обладнання з гідравлічним приводом встановлено в передній частині машини. Відвал використовується для розчищення завалів, засипання вирв, відривання укриттів для бойової техніки, обладнання в'їздів і виїздів на берегових схилах, на ділянках переправ; для прокладання колонних шляхів.
- Кранове обладнання (трубчаста стріла з лебідкою) призначене для здійснення вантажопідіймальних робіт та укладання на вузькі перешкоди одно-пролітних мостів та елементів проїзної частини звичайних (несамохідних) понтонних парків чи підручних матеріалів, а також для розтягування завалів. Бульдозерний відвал служить тут сошником.
- Танк озброєний короткоствольною 165-мм гарматою для руйнування довготривалих оборонних споруд противника і загороджень на дорогах, а також двома кулеметами калібрів 12,7 і 7,82 мм.
- Танк оснащений підіймальною лебідкою, пристосуванням для подавання подовжених зарядів розмінування на мінне поле й їх підриву. Обладнаний приладом нічного бачення, прожектором і захистом від ЗМУ. Також може обладнуватися комплектом для підводного водіння.

ТТХ
- Бойова маса, т: 52,2
- Екіпаж, осіб: 4
- Габаритні розміри, мм:
- довжина 9000
- ширина 3700
- висота 3300
- Броня, мм: до 100
- Озброєння: 165 мм гармата
  - один 7,62 мм кулемет
  - один 12,7 мм зенітний кулемет
- Двигун: дизельний, «Теледайн Континентал» AVDS-1790-2A
  - потужність 750 к. с.
- Швидкість по шосе, км/год: 48
- Запас ходу по шосе, км: 450

### ПіонерПанцер-1 (Німеччина)
ФРН Західнонімецький саперний танк «ПіонерПанцер-1» (чи ПіонірПанзер-1, за звучанням чи за транскрипцією) виконаний подібно броньованій ремонтно-евакуаційній машині «Стандарт» і має таке ж основне робоче обладнання.

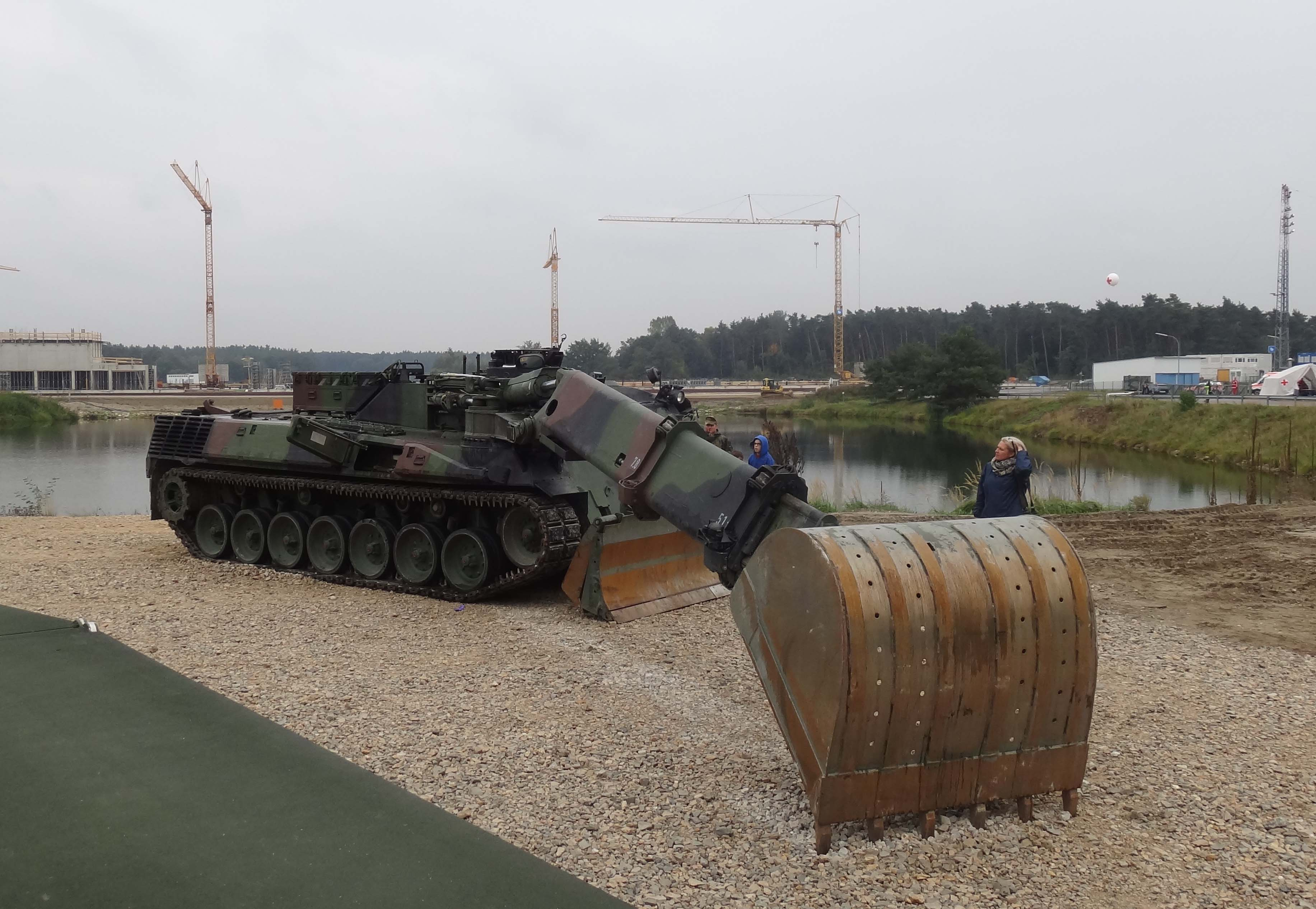
Pionierpanzer, зовнішній вигляд машини

- На звороті бульдозерного відвалу кріпляться зуби розпушувача, що дозволяють розробляти твердий ґрунт. Розпушування ґрунту здійснюється під час руху машини заднім ходом.
- До складу робочого обладнання входить також шнековий бур, який кріпиться на вантажній стрілі і призначений для відривання одиничних стрілецьких окопів і шурфів під заряди. За його допомогою можна відривати шурфи діаметром 0,7 м і глибиною 1,8 м, при цьому продуктивність становить 30 шурфів на годину. Всі види робочого устаткування мають гідравлічний привод.

У Німеччині на базі танка «Леопард-2» розроблено саперний танк «Піонірпанцер-2» (і його удосконалення Піонірпанцер-3).
Він призначений для облаштування в'їздів і виїздів на ділянках переправ, підготовки дна бродів, обладнання бойових позицій, пророблення проходів у завалах і загородженнях, виконання вантажопідіймальних робіт.
Робочим обладнанням є дві телескопічні екскаваторні руків'я (максимальна довжина 8,5 м) з ковшами ємністю 1,4 м3, бульдозерний відвал і тягова лебідка, що приводяться в дію з допомогою гідроприводів. Кожне руків'я неповно-поворотне і може розробляти ґрунт в межах 180° по борту машини. Глибина відриваного котловану, до 5,3 м. Замість ковшів на руків'ях може встановлюватися інше робоче обладнання, наприклад для виконання вантажопідіймальних робіт.
- Екіпаж машини три людини: командир, механік-водій та оператор робочого обладнання.
- Управління екскаваторним обладнанням роздільне: правим руків'ям керує механік-водій, лівим — оператор.
- Під час роботи на крутих схилах або у разі подолання крутих підйомів чи спусків екскаваторні руків'я застосовуються як опори. Кут їх найбільшого піднімання та опускання становить ±60°.
- На саперному танку «Піонірпанцер-2» відвал також служить сошником при роботі екскаваторного обладнання, для чого ширина його нижньої опорної поверхні збільшена до 0,6 м.
- Із зворотного боку відвалу можуть встановлюватися два зуби розпушувача, найбільша величина заглиблення яких у ґрунт — 0,4 м.
- На танку є тягова лебідка (довжина троса 90 м.).

### Англійський саперний танк AVRE
Велика Британія Англійський саперний танк AVRE (на основі танку «Центуріон-Мк5») є на озброєнні з 1962 року. Основним видом робочого устаткування є бульдозерне. У передній частині корпусу є також пристрій для транспортування і укладання фашин, що дозволяють гусеничним машинам долати протитанкові рови завширшки 4,6 м і завглибшки до 2,4 м.
Саперний танк AVRE, подібно американському М728, озброєний 165-мм гарматою і оснащений:
- Замість башти змонтована вантажна платформа, що перевертається, для розміщення робочого обладнання.
- Танк оснащений колійним ножовим мінним тралом EMP з гідравлічною системою керування,
- Бульдозерним обладнанням UDK1, що замість трала може начіплятися за 10 хв,
- До трьох пакетів фашин з пластмасових труб для подолання протитанкових ровів,
- Одним-двома комплектами подовжених зарядів розмінування на причепах L8,
- Гнучким дорожнім покриттям класу 60, лебідкою із зусиллям 10 т,
- Крановим обладнанням.

Може розукомплектовуватися і комплектуватися 13-метровим штурмовим мостом вантажністю 54 т.
Екіпаж танка — 5 осіб, маса — 51,8 т, запас ходу — 160 км, найбільша швидкість по шосе — 34 км/год.
Всього було замовлено 46 саперних танків.

### Броньовані інженерні машини
Спеціальні броньовані інженерні машини виконано на базі легких танків або на спеціальному гусеничному шасі.
 Велика Британія Зокрема, англійська інженерна машина супроводу F.V.180, прийнята на озброєння 1975 року, призначена для виконання земляних та вантажопідіймальних робіт у місцях переправ, а також для надання допомоги бойовим машинам під час подолання ними водних перешкод.

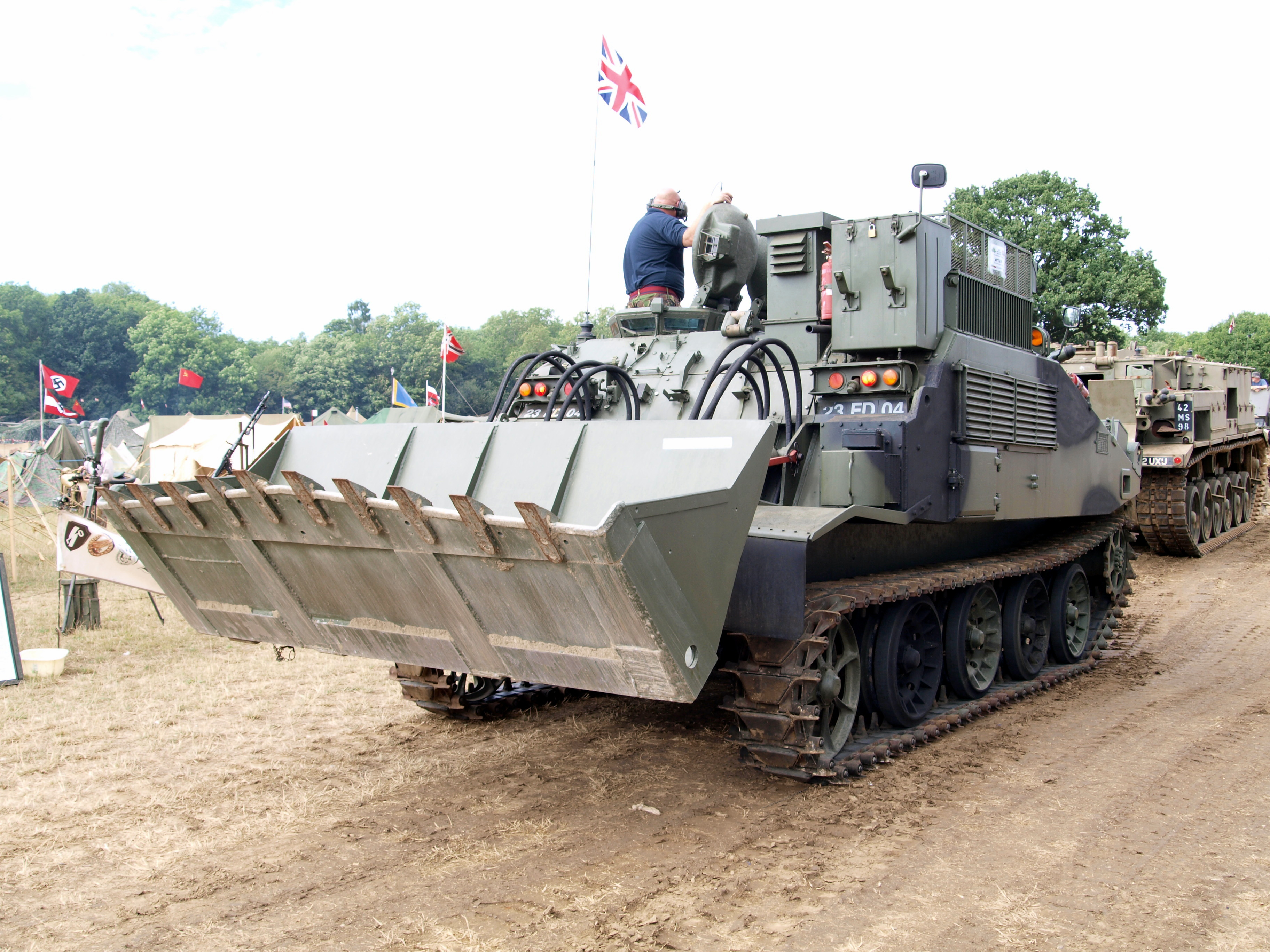
FV180 Combat Engineer Tractor (CET)

- Вона обладнана ковшем-відвалом ємністю 1,7 м3, тяговою лебідкою і анкером (закидається ракетою на дальність до 90 м) для подолання крутих схилів.
- Машина плаває, має легке бронювання для захисту екіпажу від куль і уламків снарядів.
- Пересування на воді здійснюється за допомогою двох водометних рушіїв. Позитивний запас плавучості забезпечується завдяки надувному поплавцю і блоку спіненого поліуретану.
- Додатковим робочим обладнанням, є штовхач для скидання понтонів на воду і пристосування для укладання гнучкого дорожнього покриття.
- Екіпаж машини складається з двох осіб.

Певну зацікавленість в англійській інженерної машині проявляє командування ВПС США, яке передбачає використовувати її для ремонту і відновлення злітно-посадкових смуг, рульових доріжок і стоянок літаків на аеродромах.

### М9 (США)
США Броньована бойова землерийна машина (ACE) М9 — універсальна легкоброньована плавальна інженерна машина, призначена для безпосередньої інженерної підтримки танкових, піхотних і артилерійських підрозділів другого ешелону батальйонів, бригад.

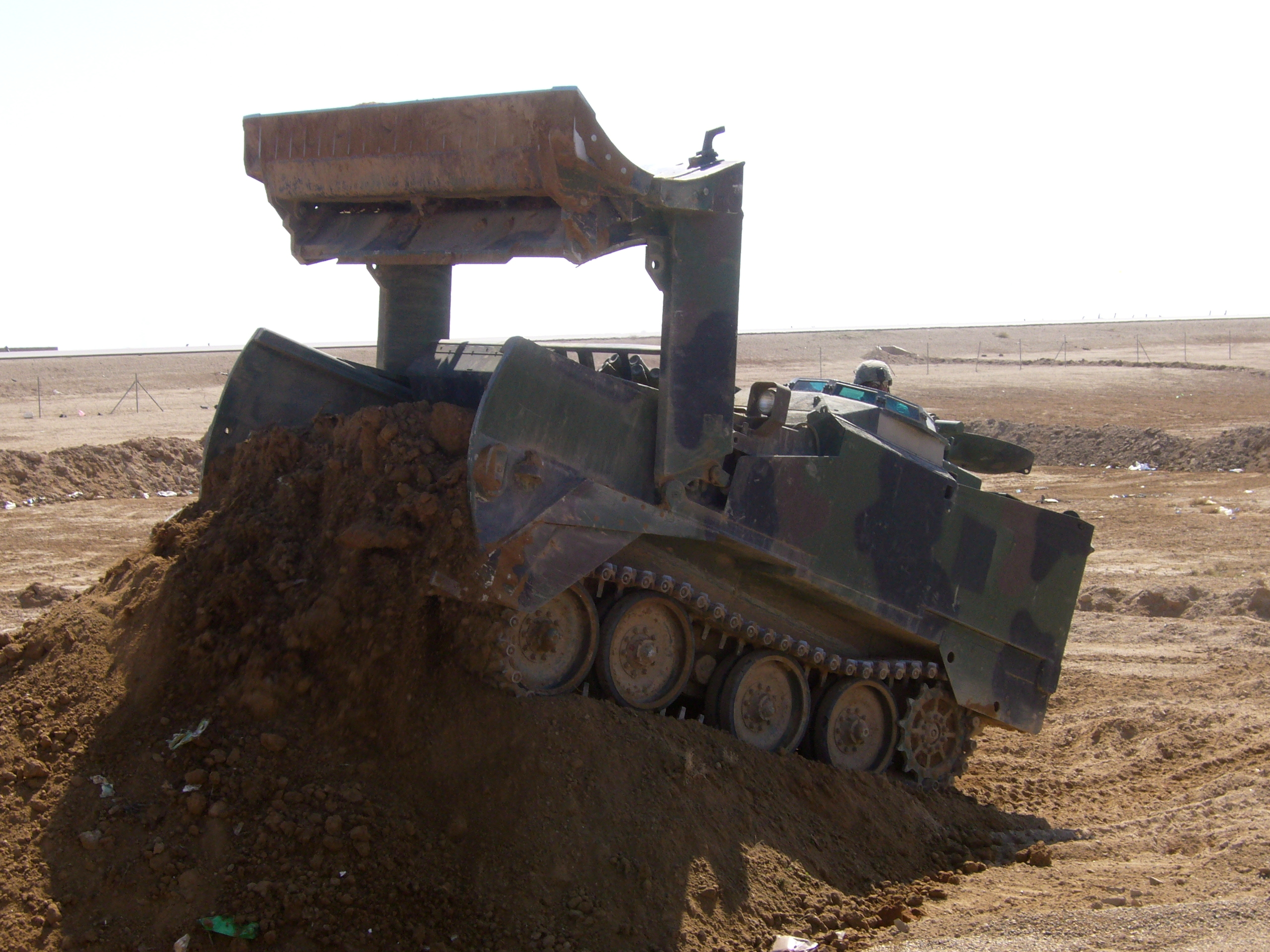
М9 в роботі

Ця машина може відривати окопи для танків, артилерійських систем, бойових машин піхоти, бронетранспортерів; зривати (або навпаки влаштовувати) ескарпи і контрескарпи, протитанкові рови; влаштовувати з'їзди на крутих схилах, берегах водних перешкод; засипати ями, вирви; переміщати на невеликі відстані ґрунт; прокладати колонні шляхи.
Двигун, трансмісія і кабіна водія розміщені в кормовій частині машини. Попереду розташоване бульдозерне обладнання і ківш для ґрунту (скреперного типу) ємністю 6,65 куб.м. Причому лопата бульдозера може розсуватися на дві половини по горизонталі, а сама машина нахилятися вперед або назад. Це забезпечує можливість використовувати машину і як звичайний бульдозер, і як скрепер, а також дає змогу утримуватися на схилах, крутість яких перевищує можливості звичайних колісних або гусеничних машин.
Крім того, машина оснащена двома швидкісними лебідками із зусиллям на гаку 11 тонн.
Продуктивність під час прокладання колонного шляху 0,3 …2 км/годину, для земляних робіт — до 100 куб. метрів /годину.
Бронювання машини інтегроване, рознесене, виконане з алюмінієвих сплавів, що підсилені сталевим армуванням. Однак, броня тримає лише уламки снарядів і куль стрілецької зброї (не бронебійні).
Прийнята на озброєння в 1993-1994 рр. Однак було виготовлено лише кілька примірників. Постачання інших машин було затримано через незадовільне фінансування програми. На додачу, під час використання в операції Буря в пустелі машини були застосовані дещо не за призначенням: машини із проти-кулевою бронею, призначені для роботи в другому ешелоні, направили працювати під вогнем противника, через що мало не втратили всі екіпажі

### Порівняльні характеристики закордонних саперних танків та інженерних машин
| Характеристики                                  | США М728                                                                  | ФРН«Піонір-панцер-1»                                                       | ФРН«Піонір-панцер-2»                                    | Велика Британія AVRE («Chieftain» AVRE)           |
| ----------------------------------------------- | ------------------------------------------------------------------------- | -------------------------------------------------------------------------- | ------------------------------------------------------- | ------------------------------------------------- |
| Ескіз (фото)                                    |                                                                           |                                                                            |                                                         |                                                   |
| База                                            | М60А1                                                                     | Леопард-1                                                                  | Леопард-2                                               |                                                   |
| У Вікісховищі                                   | Вікісховище має мультимедійні дані за темою: М728                         | Вікісховище має мультимедійні дані за темою: Pionierpanzer                 |                                                         | Вікісховище має мультимедійні дані за темою: AVRE |
| Вага, т                                         | 52,2                                                                      | 40,8                                                                       | 51                                                      | 51,8                                              |
| Габарити, м довжина                             | 8,7                                                                       | 7,0                                                                        | 9,5                                                     | 8,7                                               |
| ширина                                          | 3,7                                                                       | 3,25                                                                       | 3,4                                                     | 3,4                                               |
| висота                                          | 3,3                                                                       | 2,7                                                                        | 2,8                                                     | 3                                                 |
| Продуктивність бульдозерного обладнання, М3/год | 100                                                                       | 200                                                                        | 300                                                     | 250                                               |
| Вантажність кранового обладнання т              | 8                                                                         | 20                                                                         | 8                                                       | нема                                              |
| Тягове зусилля лебідки, т                       | 11,3                                                                      | 35                                                                         | 35                                                      | нема                                              |
| Швидкість ходу, км/год                          | 48                                                                        | 62                                                                         | 65                                                      | 50                                                |
| Потужність двигуна, к. с                        | 750                                                                       | 830                                                                        | 1500                                                    | 650                                               |
|                                                 |                                                                           |                                                                            |                                                         |                                                   |
| Характеристики                                  | США M9                                                                    | Велика Британія F.V.180                                                    | Франція VCG (AMX-13-VCG)                                |                                                   |
| Ескіз (фото)                                    |                                                                           |                                                                            |                                                         |                                                   |
| База                                            |                                                                           |                                                                            | AMX-13-VCI                                              |                                                   |
| У Вікісховищі                                   | Вікісховище має мультимедійні дані за темою: M9 Armored Combat Earthmover | Вікісховище має мультимедійні дані за темою: FV180 Combat Engineer Tractor | Вікісховище має мультимедійні дані за темою: AMX-13 VCG |                                                   |
| Вага, т                                         | 14,5                                                                      | 17,1                                                                       | 17                                                      |                                                   |
| Габарити, м довжина                             | 6,1                                                                       | 7,5                                                                        | 6,2                                                     |                                                   |
| ширина                                          | 3,1                                                                       | 2,9                                                                        | 2,85                                                    |                                                   |
| висота                                          | 2,2                                                                       | 2,4                                                                        | 2,59                                                    |                                                   |
| Продуктивність бульдозерного обладнання, М3/год | 170                                                                       | 300                                                                        | 45                                                      |                                                   |
| Вантажність кранового обладнання т              | нема                                                                      | 4                                                                          | 4,5                                                     |                                                   |
| Тягове зусилля лебідки, т                       | 11,3                                                                      | 8                                                                          | 4                                                       |                                                   |
| Швидкість ходу, км/год                          | 34                                                                        | 60                                                                         | 60                                                      |                                                   |
| Потужність двигуна, к. с                        | 295                                                                       | 320                                                                        | 250                                                     |                                                   |

### AMX-13 VCG
Франція AMX-13 VCG, для якого як база використана бойова машина AMX-VCI-13, дозволяє екіпажу інженерів (10 осіб) проводити землерийні операції, ліфтинг, проходження завалів.
- Він оснащений лезом бульдозера, знімні ножиці можуть підняти до 4500 кг, і гідравлічною лебідкою (тяга 3500 — 4500 кг) керованою зсередини машини,
- Також має міношукачі, механічні пили, самохідний відбійний молоток, тощо.

Може буксирувати причіп з корисним навантаженням до +2000 кг.
Озброєння1 кулемет 12,7мм
- Довжина: 6,36 м. Ширина: 3,00 м. Висота: 2,41 м
- Швидкість: 60 км/год. Вага 17,6 т.
- Екіпаж: 3 члени екіпажу + 7 десант

### Тер'єр (інженерний танк)
Велика Британія Розроблений як заміна інженерної машини FV180 Combat Engineer Tractor Британської армії.

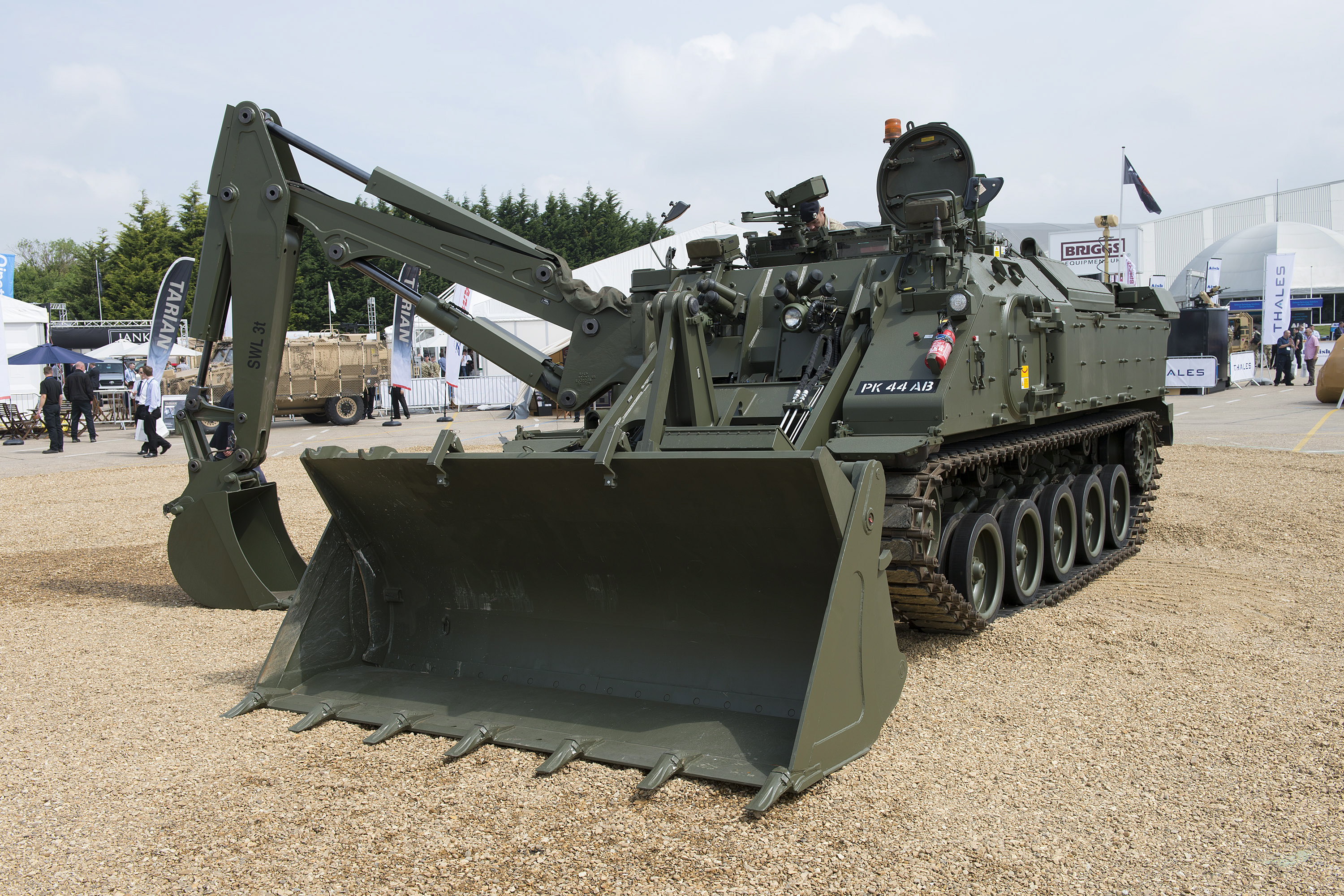
Terrier

Середній саперний танк «Terrier», розроблений компанією BAE Systems, оснащений електронною цифровою системою керування (англ. drive-by-wire) і бортовими камерами. Джойстик робота дозволяє управляти танком з відстані до 1 км.
«Terrier» — багатофункціональний і універсальний. Залежно від обстановки, він може відігравати різні ролі і виконувати широкий набір завдань: від усунення перешкод на шляху підрозділів (і створення цих перешкод для ворожих військ) до розмінування.
«Terrier» важить близько 32 тонн, може бути завантажений на транспортний літак A400M і доправлений до місця призначення.
Машина може розвивати швидкість до 70 км/год. і самостійно переміщуватися на відстань до 600 км.

## Оцінка закордонних зразків і можливі перспективи

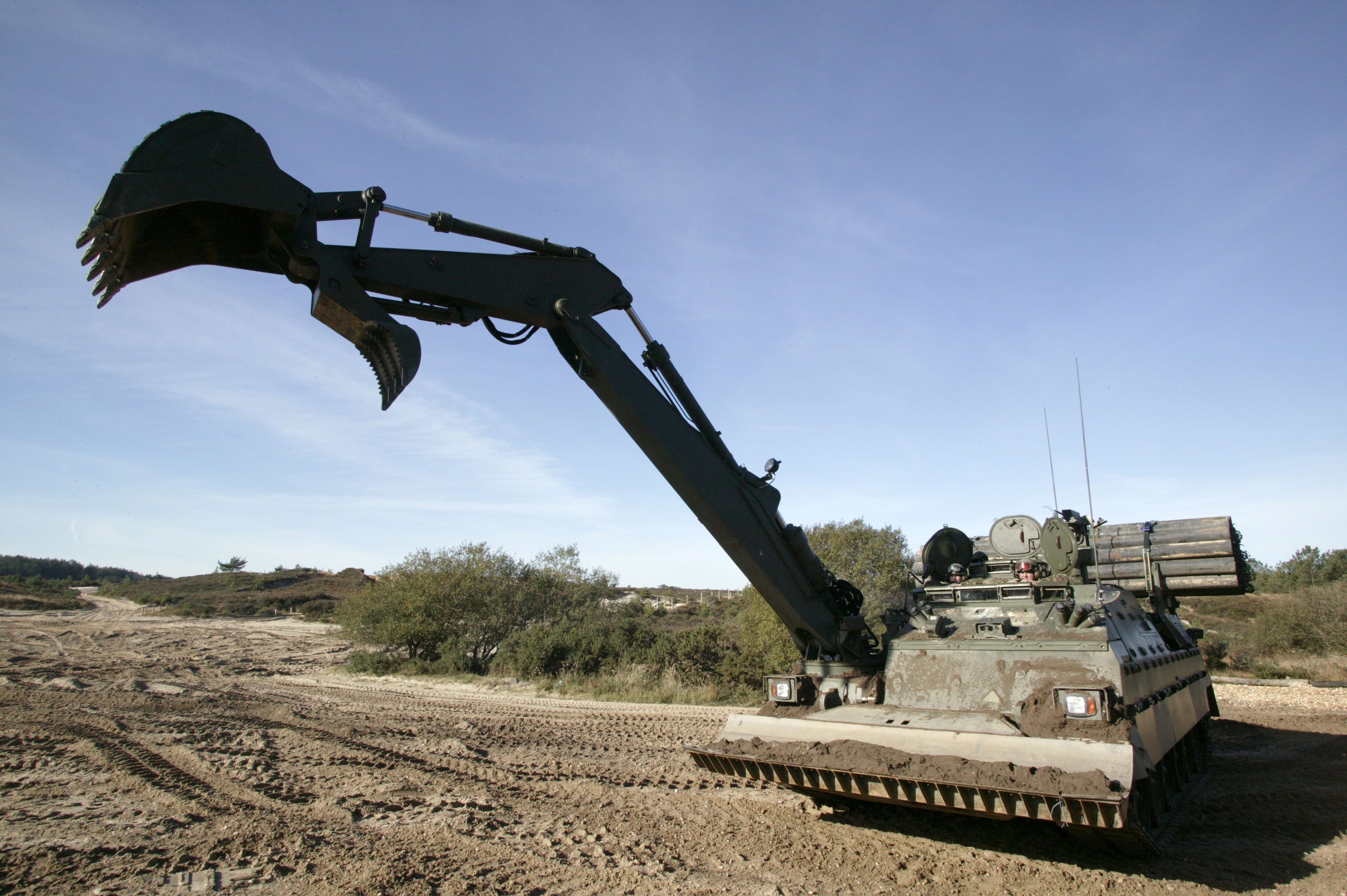
Trojan

Надходження у війська універсальних інженерних машин «Пантера-1 і -2», «Троян» і «Тер'єр» (Велика Британія, «БАе системз») на бронетанковій базі доводять тезу про подальший розвиток і вдосконалення універсальних інженерних машин, призначених для фортифікаційного обладнання місцевості з військовою метою, пророблення проходів в мінних загородженнях, розчищення завалів і руйнувань на маршрутах руху своїх військ, підготовки підходів на ділянках форсування водних перешкод, а також для буксирування причепів із спеціальними інженерними засобами (готові заводські фашини з пластмасових труб, гнучке змінне дорожнє покриття, подовжені заряди розмінування, тощо).
Універсальність застосування даних засобів забезпечується інженерним обладнанням, до складу якого входять: багатоцільовий ківш-бульдозер (найбільша глибина знімання покриття на середніх рівнях 1,2 м), гідравлічний кран зі змінними робочими органами (екскаваторний ківш, вантажний гак, захват або бур), лебідка з тросом, а також прилад позначення меж мінних полів і проходів.
Також передбачена можливість оснащення машин навісними інженерними засобами, насамперед начіпними мінними тралами різного типу (механічними, електромагнітними та інше) масою до 8 т.
Машини «Пантера-1, -2» і «Тер'єр» обладнані апаратурою віддаленого керування по радіоканалу (віддалення від оператора до 800—1000 м). Залежно від складності завдань та ступеня мінної небезпеки, їх передбачається застосовувати в складі передових бойових груп і для супроводу колон.
Для дій в районах змішаних мінних полів, інженерне озброєння машин (мінні трали різного типу, подовжені заряди розмінування) забезпечить безпечне просування колон військової техніки з середньою швидкістю 12-16 км/год.
Таке оснащення сухопутних військ дозволить привести рівень інженерного забезпечення військ у відповідність з сучасними вимогами оперативного застосування бронетанкових і механізованих частин в умовах численних природних перешкод, в тому числі у віддалених регіонах світу.
У майбутньому, поетапне освоєння технологій створення дистанційно керованих машин нового покоління і єдиної системи бойового керування підрозділами тактичної ланки СВ, дасть можливість оптимізувати потреби в інженерних машинах і скоротити їх номенклатуру. Крім того, роботизація техніки, що оснащується платформами із змінним інженерним обладнанням різного призначення, забезпечить універсальність її застосування та ефективне вирішення інженерних завдань майже на будь-якій місцевості і в складній обстановці, разом з районами з ешелонованою системою мінно-вибухових загороджень.